# Noord-Kaukasische talen

Noord-Kaukasische talen:
Abchazo-Adygese of Noordwest-Kaukasische talen:
Circassische talen: Adygees en Kabardijns
Abchazische-Abazijnse talen: Abchazisch en Abazijns
Oebychs (uitgestorven)
Nach-Dagestaanse of Noordoost-Kaukasische talen:
Nach-talen: Ingoesjetisch en Tsjetsjeens
Avaars-Andische talen: Avaars, Achvach, Andi, Bagvalal, Botlich, Godoberi, Karata, Tindi, Tsjamalal, Goenzib, Bezjta, Chvarsji, Tsezisch en Ginoech
Dargiens
Lak
Lezgi-talen: Lezgisch, Tabassaraans Agoelisch, Roetoelisch, Tsachoerisch, Boedoech, Kryts
en Khinalug

Noord-Kaukasische talen is een verzamelterm voor twee taalfamilies die waarschijnlijk aan elkaar verwant zijn:
- De Abchazisch-Adygese of Noordwest-Kaukasische talen.
- De Nach-Dagestaanse of Noordoost-Kaukasische talen.